# Bronx Zoo
Bronx Zoo er en verdenskendt zoo beliggende i Bronx Park i Bronx-bydelen i New York. Som den største by-zoo i USA består haven af 265 tønder park og naturlige indhegninger, der tidligere var en del af Fordham Universitys ejendom sammen med de tilstødende områder, der udgør New York Botanical Gardens. Det største område af parken blev solgt til byen for en pris af én dollar under den betingelse, at landet skulle blive til en zoo og en park, der kunne udgøre en buffer for Fordam mod den dengang hastigt udbyggende Bronx-bydel. Den zoologiske have er hjem for over 4.000 dyr, hvoraf mange er truede arter. Haven åbnede for offentligheden den 8. november 1899 med 843 dyr i 22 indhegninger efter at være blevet oprettet af New York Zoological Society (senere omdøbt til Wildlife Conservation Society). WCS forvalter fire andre haver i New York: Central Park Zoo, Queens Zoo, Prospect Park Zoo og New York Aquarium.
Heins & LaFarge designede de originale permanente bygninger som en række Beaux-Art-pavilloner grupperet omkring et stort cirkulært søløvebassin.

## Moderne indhegninger
Bronx Zoo var en af de første zoologiske haver i Nordamerika der flyttede deres dyr—ofte opdelt i familier efter Carolus Linnaeus' klassificering—fra bure til mere naturlige omgivelser (såsom "De afrikanske sletter"). Her gik dyrene sammen med andre arter for at give et realistisk indtryk af dyrenes oprindelige leversteder. Fysiske barrierer såsom voldgrave, nogle gange usynlige for gæsterne, separerede rovdyr fra byttedyr. Haven er specielt kendt for sin "Wild Asia"-monorail, der giver passagerer mulighed for at observere asiatiske dyr, og "Jungleworld", en indendørs udstilling om planter og dyr fra tropiske regnskove. Den zoologiske have præsenterer også Congo Monkey Forest, den største menneskeskabte regnskov i verden med sine 6,5 tønder. Blandt andre store indendørs udstillinger kan nævnes "World of Darkness", der præsenterer kajmaner, flagermus og nøgne gnavere. Bygningen holdes fuldstændig mørk i åbningstiden for at holde dyrene aktive. Lysene tændes efter lukketid, så dyrene kan sove. Haven er også hjem for flere indendørs fugleudstillinger, blandt andet "World of Birds", den berømte to-etagers fugleudstilling indeholdende flere hundrede arter. Her kan de besøgende se dyrepasserne kaste levende fårekyllinger til tornsangerne, der griber dem i luften. Fodringen kan ses dagligt kl. kvart i tre lokal tid.
Der er to andre specielle områder i haven. De besøgende kan se dyrepasserne fodre pingvinerne i Russel B. Aitken-udstillingen, og den specielle præstentation af tiger ved "Tiger Mountain". Ved sidstnævnte udfører dyrepasserne daglige tjek på de sibiriske tigre (såvelsom aktivere dem) gennem kød. Dette giver tilskuerne et tæt kig på tigerne.